# Epeli Hauʻofa
Epeli Hau'ofa (7 décembre 1939 – 11 janvier 2009), est un écrivain et anthropologue fidjien d'origine tongienne. Il est né dans ce qui était alors le Territoire de Papouasie.

## Biographie
Hau'ofa est né de parents tongiens missionnaires travaillant en Papouasie-Nouvelle-Guinée. À sa mort, il était citoyen des Fidji et vivait à Suva, Fidji. Il est allé à l'école en Papouasie-Nouvelle-Guinée, Tonga et Fidji (Lelean Memorial School), et a fréquenté l'Université de la Nouvelle-Angleterre, Armidale (en Nouvelle-Galles du Sud); l'Université McGill, à Montréal; et l'Australian National University de Canberra, où il a obtenu un doctorat en anthropologie sociale, publié en 1981 sous le titre Mekeo : inégalité et ambivalence dans une société villageoise. Il a enseigné brièvement à l'Université de Papouasie-Nouvelle-Guinée et a été chercheur à l'Université du Pacifique Sud à Suva, Fidji. 
De 1978 à 1981, il a été sous-secrétaire particulier de Sa Majesté le Roi de Tonga, siégeant en tant que gardien des dossiers du palais. Pendant son séjour dans les îles Tonga, Hau'ofa co-produit le magazine littéraire Faikara avec sa femme Barbara. Au début de l'année 1981, il rejoint l'Université du Pacifique Sud en tant que premier directeur du nouveau Centre de Développement Rural basé dans les îles Tonga.
Il a ensuite enseigné la sociologie à l'Université du Pacifique Sud et, en 1983, il est devenu Chef du Département de Sociologie de l'Université sur le campus principal de Suva,. En 1997, Hau'ofa est devenu le fondateur et le directeur du Centre de l'Océanie pour les Arts et la Culture à l'USP à Suva,.
Hau'ofa meurt à l'Hôpital Privé de Suva le 11 janvier 2009, à l'âge de 70 ans. Il laisse son épouse, Barbara, et son fils, Ratu Si i. Un service funèbre a été tenu à l'Université du Pacifique Sud, campus de Suva, le 15 janvier 2009. Il a été enterré à sa résidence de Wainadoi aux Fidji,,.

## Œuvre
Il est l'auteur de Mekeo : Inégalité et ambivalence dans une société villageoise, les Contes des Tikongs, qui traite (par le biais de la fiction) de la réponse des communautés autochtones des îles du Pacifique Sud aux changements et aux défis posés par la modernisation et le développement; il a écrit les Baisers dans le Nederends, un roman; et, plus récemment, Nous Sommes l'Océan, une sélection de ses travaux antérieurs, regroupant poésie et essais. Les contes de la Tikongs a été traduit en danois en 2002 par John Allan Pedersen (Stillehavsfortællinger,  (ISBN 87-7514-076-4)). Son roman Poutous sur le popotin (Kisses in the Nederends, Penguin Books, 1987) est traduit en français en 2012 par Mireille Vignol, édité par Au vent des îles.
Son essai Our Sea of Islands publié en 1993 est une réflexion sur la perception des îles du Pacifique : « il invite le lecteur à reconsidérer l’espace océanien, non comme un vaste océan constellé de minuscules terres isolées, mais comme une mosaïque de peuples reliés entre eux par une histoire et une culture communes ».